# Assumption megye
Assumption megye az Amerikai Egyesült Államokban, azon belül Louisiana államban található. Megyeszékhelye Napoleonville, legnagyobb városa Pierre Part. Lakosainak száma 21 039 fő (2020. április 1.). Assumption megye Iberville, Ascension, St. James, Lafourche, Terrebonne, St. Mary, Iberia és St. Martin megyékkel határos.

## Népesség
A megye népességének változása:
| Lakosok száma | 23 355 | 23 193 | 23 099 | 23 187 | 22 842 | 21 039 |
|               | 2010   | 2011   | 2012   | 2013   | 2015   | 2020   |